# Naturschutzführer des Westfälischen Heimatbundes
Naturschutzführer des Westfälischen Heimatbundes nannte sich eine Schriftenreihe, die von der Fachstelle „Naturkunde und Naturschutz“ im Westfälischen Heimatbund herausgegeben wurde.
In den 11 bis 20 Seiten umfassenden Heften, die mit zahlreichen Abbildungen versehen waren, wurden die landschaftlichen Besonderheiten des jeweiligen Kreisgebietes kurz vorgestellt. Neben Kurzbeschreibungen der Natur- und Landschaftsschutzgebiete enthielten die Führer auch Listen mit den wichtigsten Naturdenkmälern. Genannt wurden ferner die geschützten Tier- und Pflanzenarten, die im Kreis festgestellt wurden.
Die erste Ausgabe der Naturschutzführer über den Kreis Paderborn war 1960 erschienen. Nach nur 11 Heften wurde die Reihe 1972 eingestellt.

## Erschienene Hefte
- Nr. 1: Kreis Paderborn von Paul Graebner, 20 Seiten (1960)
- Nr. 2: Kreis Höxter von Kurt Preywisch, 20 Seiten (1961)
- Nr. 3: Kreis Beckum von Heinz Drüke, 11 Seiten (1960)
- Nr. 4: Kreis Olpe von Heinz Fleißig (1962)
- Nr. 5: Borken-Bocholt von Paul Heinrichs (1963)
- Nr. 6: Kreis Detmold von Hans Liedtke (1963)
- Nr. 7: Bielefeld, Stadt und Landkreis von Fritz Koppe (1963)
- Nr. 8: Kreis Wittgenstein von K. O. Britz (1965)
- Nr. 9: Kreis Lübbecke von Gustav Meyer (1966)
- Nr. 10: Westfälisches Industriegebiet (1971)
- Nr. 11: Kreis Herford von Karl Korfsmeier (1972)